# 27 septembre 2010
Le lundi 27 septembre 2010 est le 270e jour de l'année 2010.

## Décès
- Ahmed Maher (né le 14 septembre 1935), homme politique et diplomate égyptien
- Carmelo Arden-Quin (né le 16 mars 1913), artiste uruguayen
- Dieudonné Cédor (né le 8 mars 1925), peintre haïtien
- George Blanda (né le 17 septembre 1927), joueur de football américain
- Jean-Pierre Chapel (né le 14 août 1935), journaliste français
- Lê Sáng (né en 1920), grand maître d'arts martiaux vietnamien
- Pierre Guffroy (né le 22 avril 1926), décorateur
- Sally Menke (née le 17 décembre 1953), monteuse de film américaine
- Trevor Taylor (né le 26 décembre 1936), pilote automobile

## Événements
- Création de l'École européenne supérieure d'art de Bretagne
- Élection générale néo-brunswickoise de 2010
- Création du Centre canadien science et médias
- Sortie de l'album Clapton
- Sortie du jeu vidéo Dead Rising 2
- Sortie de la chanson Double Vision
- Sortie de la chanson Forever and a Day
- Sortie de la chanson Get Outta My Way
- Sortie de l'album I Am Not a Human Being
- Fin de la série télévisée Lone Star
- Sortie du jeu vidéo NyxQuest: Kindred Spirits
- Création du Parti pirate tunisien
- Création de la station Shems FM
- Sortie du court métrage Sintel